# Pégase et l'Hydre
Pégase et l'Hydre est un tableau réalisé par le peintre français Odilon Redon vers 1907. Cette huile sur carton représente Pégase se cabrant, ses ailes vertes déployées. Elle est conservée au musée Kröller-Müller, à Otterlo. Il existe d'autres versions du même auteur sur ce sujet, notamment à la Fondation Bemberg de Toulouse.

## Histoire

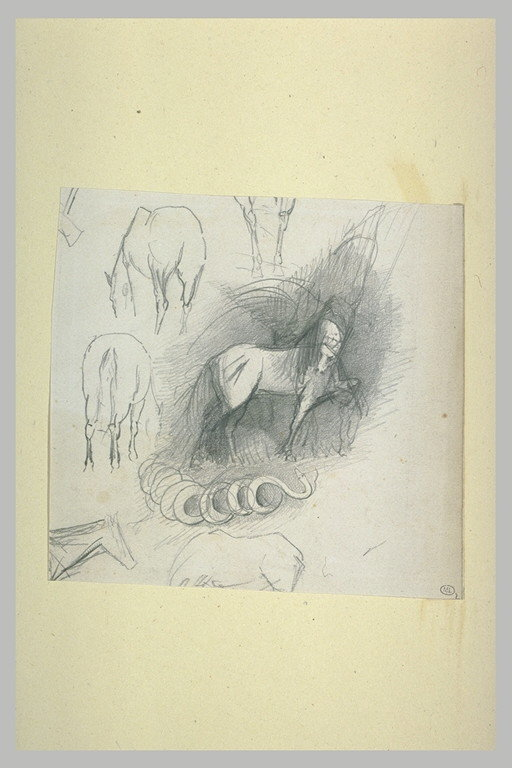
Feuille d'étude d'Odilon Redon, montrant Pégase et un serpent.

Pégase est très présent dans toute l’œuvre d'Odilon Redon,. L'historienne de l'Art Roseline Bacou décrit ce cheval ailé, symbole de l'inspiration poétique, comme « le double mythique de son créateur ». Le style de représentation a évolué avec le temps : dans les plus anciennes Pégase se trouve au sol, mais il prend son envol dans les plus récentes. Après le « Pégase captif », lithographie de 1889, suivront ainsi de nombreuses autres œuvres dont le « Pégase blanc », le « Pégase cabré », etc. Ce thème inspire finalement à Redon quelques-unes de ses « plus belles peintures colorées ».

## Description
Le tableau à l'huile intitulé « Pégase et l'Hydre » est peint vers 1907 sur carton ; il mesure 0,47 m de haut pour 0,63 m de large. La peinture représente le cheval ailé Pégase triomphant seul d'un dragon dépeint « agonisant » et la bouche ouverte. 
Les couleurs de la peinture sont composées d'un décor brun, rouge et ocre, qu'éclaire par contraste le vert lumineux des ailes de Pégase.

## Analyses et symbolisme
Pour le marchand d'art et propriétaire de chevaux Alec Wildenstein, cette œuvre symboliste dépeint la victoire et la libération de Pégase sur ses bas instincts et ses « passions vulgaires », lui permettant d'accéder aux « sphères les plus hautes de l’esprit ».

## Parcours des tableaux
La version la plus connue de ce tableau est entrée dans la collection du Musée Kröller-Müller, à Otterlo aux Pays-Bas, où elle se trouve encore de nos jours.
Une autre version du tableau se trouve à la Fondation Bemberg de Toulouse

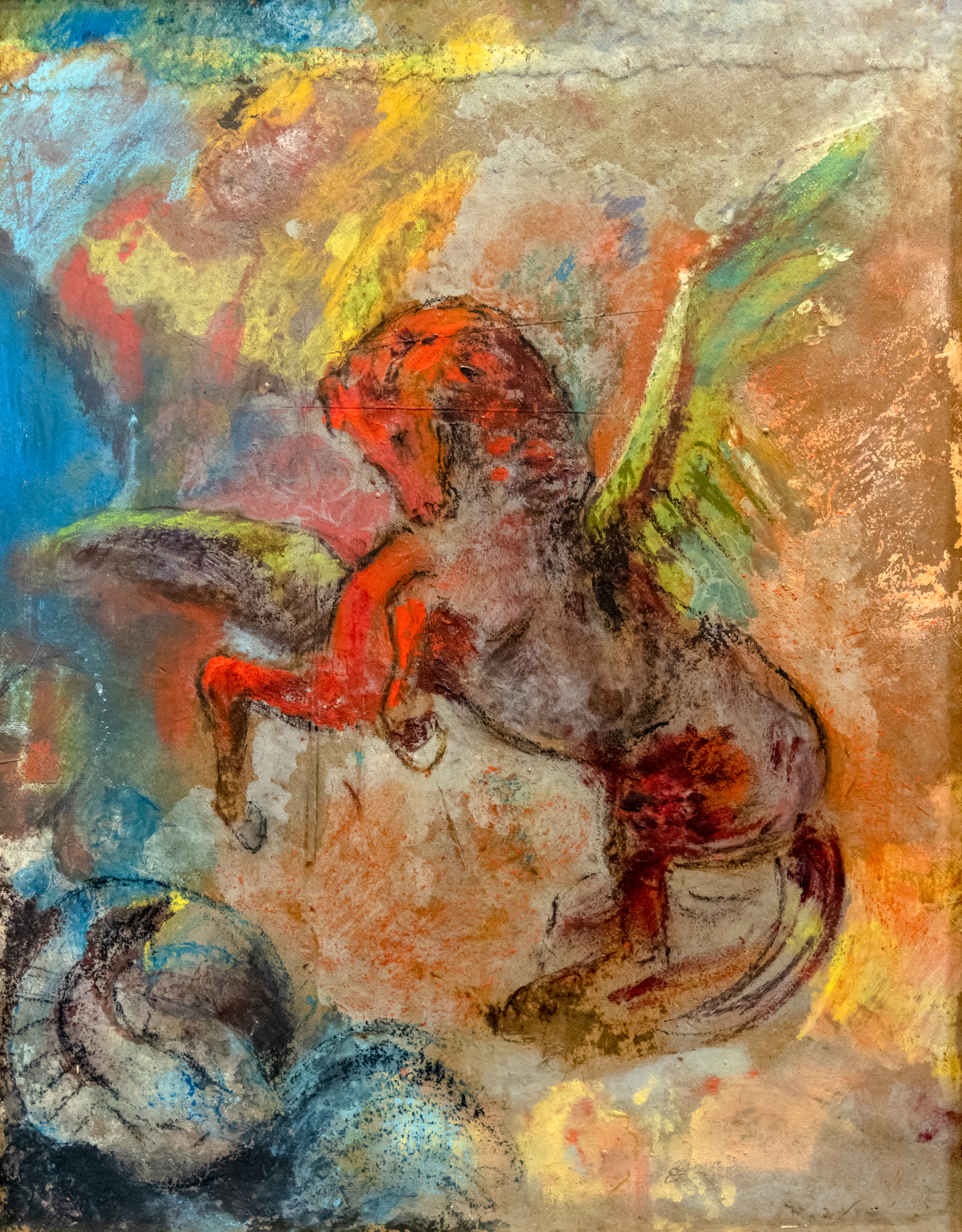
Pégase et l'Hydre, Fondation Bemberg, Toulouse

## Postérité
Le tableau fait partie des « 105 œuvres décisives de la peinture occidentale » constituant le musée imaginaire de Michel Butor.